# 婚約破棄令嬢の華麗にリベンジしてみたい!
『婚約破棄令嬢の華麗にリベンジしてみたい！』（こんやくはきれいじょうのかれいにリベンジしてみたい）は朝比奈呈による日本のオンライン小説。「小説家になろう」にて2017年2月5日から2020年6月8日まで連載された。
嘉噛もちの作画による漫画版が、comicoにて2022年12月1日から2023年9月7日まで連載された。出版社はMARCOT。2023年には竹書房より単行本が発売された。

## 登場人物
アリーズ
容姿端麗。前世ではジグモンドと同じクラス。
ジグモンド
アリーズの元婚約者。前世ではアリーズと同じクラスの男子生徒。

## 書誌情報
- 朝比奈呈（原作）・嘉噛もち（作画） 『婚約破棄令嬢の華麗にリベンジしてみたい！』 竹書房〈バンブーコミックス〉、全4巻
  1. 2023年9月7日発売[4]、ISBN 978-4-8019-8149-2
  2. 2023年9月7日発売[5]、ISBN 978-4-8019-8150-8
  3. 2023年10月15日発売[6]、ISBN 978-4-8019-8181-2
  4. 2023年10月15日発売[7]、ISBN 978-4-8019-8182-9